# 1184 Gaea
Gaea (asteróide 1184) é um asteróide da cintura principal, a 2,4728748 UA. Possui uma excentricidade de 0,0729833 e um período orbital de 1 591,33 dias (4,36 anos).
Gaea tem uma velocidade orbital média de 18,23624713 km/s e uma inclinação de 11,30574º.
Esse asteróide foi descoberto em 5 de Setembro de 1926 por Karl Reinmuth.